# Juan Santisteban
Juan Santisteban Troyano (ur. 8 grudnia 1936 w Coria del Río) – hiszpański trener i piłkarz. Występował na pozycji defensywnego pomocnika. Były gracz Realu Madryt, Venezii i Betisu. Siedmiokrotny reprezentant Hiszpanii. Czterokrotny zdobywca Pucharu Europy w latach 1957–1960 z Realem Madryt. Karierę piłkarską zakończył w 1968 w Baltimore Bays.